# Championnat de Jamaïque de football 2006-2007
Navigation
Saison précédente Saison suivante
La saison 2006-2007 du Championnat de Jamaïque de football est la trente-troisième édition de la première division en Jamaïque, la National Premier League. Elle rassemble les douze meilleurs clubs du pays au sein d'une poule unique où ils s'affrontent à trois reprises. En fin de saison, les deux derniers du classement sont relégués et remplacés par les deux meilleurs clubs de deuxième division.
C'est le club de Harbour View FC qui remporte le championnat cette saison après avoir terminé en tête du classement final, avec dix points d’avance sur Portmore United et dix-huit sur Reno FC. Il s’agit du second titre de champion de Jamaïque de l’histoire du club après celui remporté en 2000.

## Les clubs participants
| - Harbour View FC - Tivoli Gardens FC - Waterhouse FC - Naggo Head FC - Promu de D2 - Seba United - Arnett Gardens FC | - Portmore United - Reno FC - Boys' Town FC - Village United FC - August Town FC - Promu de D2 - Wadadah FC |

## Compétition
Le barème de points servant à établir le classement se décompose ainsi :
- Victoire : 3 points
- Match nul : 1 point
- Défaite : 0 point

### Classement
| Rang | Équipe            | Pts | J  | G  | N  | P  | Bp | Bc | Diff |
| ---- | ----------------- | --- | -- | -- | -- | -- | -- | -- | ---- |
| 1    | Harbour View      | 74  | 33 | 22 | 8  | 3  | 67 | 30 | +37  |
| 2    | Portmore UnitedC  | 64  | 33 | 17 | 13 | 3  | 48 | 19 | +29  |
| 3    | Reno FC           | 56  | 33 | 16 | 8  | 9  | 51 | 37 | +14  |
| 4    | Waterhouse FCT    | 52  | 33 | 13 | 13 | 7  | 55 | 29 | +26  |
| 5    | Tivoli Gardens FC | 52  | 33 | 13 | 13 | 7  | 46 | 31 | +15  |
| 6    | August Town FCP   | 44  | 33 | 12 | 8  | 13 | 38 | 41 | -3   |
| 7    | Village United FC | 43  | 33 | 11 | 10 | 12 | 26 | 34 | -8   |
| 8    | Arnett Gardens FC | 38  | 33 | 11 | 5  | 17 | 41 | 46 | -5   |
| 9    | Boys' Town FC     | 36  | 33 | 8  | 12 | 13 | 33 | 44 | -11  |
| 10   | Seba United       | 33  | 33 | 9  | 6  | 18 | 34 | 54 | -20  |
| 11   | Wadadah FC        | 26  | 33 | 6  | 8  | 19 | 34 | 69 | -35  |
| 12   | Naggo Head FCP    | 21  | 33 | 5  | 6  | 22 | 26 | 65 | -39  |

|  | Qualification pour la CFU Club Championship 2007                          |
|  | Relégation directe en deuxième division                                   |
|  | T : Tenant du titre C : Vainqueur de la Coupe de Jamaïque P : Promu de D2 |

## Bilan de la saison
| Championnat de Jamaïque de football 2006-2007                        |                          |
| Champion                                                             | Harbour View (2e titre)  |
| Coupes et trophées                                                   |                          |
| Vainqueur de la Coupe de Jamaïque 2006-2007                          | Portmore United          |
| Qualifications continentales                                         |                          |
| CFU Club Championship 2007                                           | Harbour View             |
| CFU Club Championship 2007                                           | Portmore United          |
| Promotions et relégations                                            |                          |
| Promus en Jamaïque League                                            | Sporting Central Academy |
| Promus en Jamaïque League                                            | St. George SC            |
| Relégués en Championnat de Jamaïque de football de deuxième division | Wadadah FC               |
| Relégués en Championnat de Jamaïque de football de deuxième division | Naggo Head FC            |